# Kobariška zgodovinska pot
Kobariška zgodovinska pot je 5 km dolga pohodniška pot v okolici Kobarida, ki povezuje največje znamenitosti naselja. Začne se pri Kobariškem muzeju 1. svetovne vojne, se vzpne na bližnji grič Gradič, kjer pod cerkvijo sv. Antona v kostnici počiva več kot 7.000 padlih italijanskih vojakov iz 1. svetovne vojne. Pot nadaljuje na sosednji hrib, kjer leži Tonecov grad, arheološko najdbišče starega zatočišča na težko dostopnem kraju. Pot se spusti do reke Soče, jo prečka po brvi v bližini obnovljenih utrdb iz 1. svetovne vojne ter sledi potoku Kozjak do slapov mali in veliki Kozjak. Nato se vrne ob skalnatem bregu Soče do Napoleonovega mostu, kjer pot še zadnjič prečka Sočo. Zaključi se v Muzeju Sirarstva pri mlekarni Planika.